# Lichtfront
Lichtfront was een eenmalig evenement op de avond van vrijdag 17 oktober 2014. Het was een  herdenkingsmoment ter plekke van de voormalige frontlijn van de Eerste Wereldoorlog in de Belgische provincies West-Vlaanderen en Henegouwen.
Het bezinningsmoment werd gevisualiseerd door waar ooit de frontlinie liep tussen de Duitse en geallieerde troepen een 'lichtfront' op te stellen. Op die plaats kwamen 100 jaar voordien de strijdende legers vast te zitten, ze voerden vervolgens een stellingenoorlog die vier jaar duurde. De bloedige oorlog werd vooral aan de boorden van de rivier de IJzer met grote heftigheid gevoerd.

## Licht

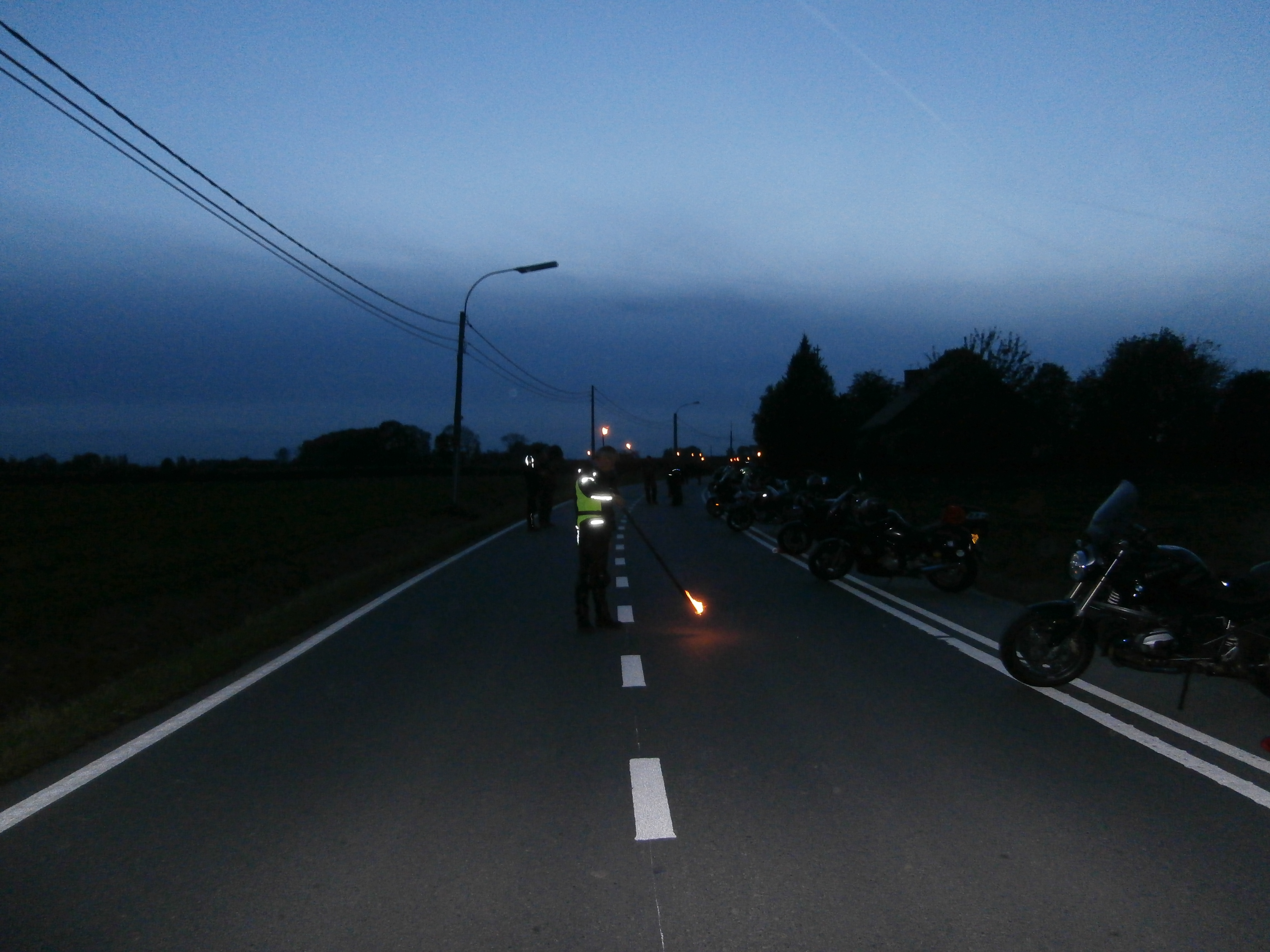
Nederlandse Veteranen Motorrijders wachten op de duisternis in voorbereiding op het Lichtfront

Het herdenkingslichtfront in 2014 werd gevormd door 8.400 fakkeldragers, die opgesteld stonden  tussen Nieuwpoort en Ploegsteert, over een afstand van 84 kilometer.
Daarnaast werd op een negen plaatsen een kunstwerk van licht voorgesteld, waar door bekende Vlamingen teksten werden voorgedragen terwijl de namen van de 600.000 slachtoffers werden geprojecteerd op de monumenten. Op de militaire kerkhoven werd een lichtje geplaatst bij elk graf.
De herdenkingsplaatsen:
- Het Sluizencomplex en het Koning Albert I-monument in Nieuwpoort
- De IJzertoren in Diksmuide
- De Drie Grachten in Houthulst
- De Duitse Militaire begraafplaats in Langemark-Poelkapelle
- Hill 60 in Ieper
- Tyne Cot Cemetery in Passendale
- De Spanbroekmolenkrater in Wijtschate
- Het voetbalveld in Mesen
- Memorial to the Missing in Ploegsteert

In Ploegsteert waren koning Filip en koningin Mathilde aanwezig. Er werd daar onder meer een vredestekst voorgelezen in de drie landstalen door kroonprinses Elisabeth. Tevens waren de vier ministers-presidenten van de Belgische deelregeringen Geert Bourgeois (Vlaanderen), Paul Magnette (Wallonië), Oliver Paasch (Duitstalige Gemeenschap) en Rudi Vervoort (Brussel) aanwezig. Deze  gebeurtenis werd rechtstreeks uitgezonden op Canvas.